# Otočec
Otočec je naselje u slovenskoj Općini Novom Mestu. Otočec se nalazi u pokrajini Dolenjskoj i statističkoj regiji Jugoistočnoj Sloveniji. 

## Stanovništvo
Prema popisu stanovništva iz 2002. godine naselje je imalo 683 stanovnika.